# ماگدالنا گرزیبفسکا
 ماگدالنا گژیبوفسکا (انگلیسی: Magdalena Grzybowska؛ زاده ۲۲ نوامبر ۱۹۷۸) یک تنیس‌باز اهل لهستان است.